# Ignaz Schwörer
Ignaz Schwörer (* 30. Juli 1800 in Freiburg im Breisgau; † 23. Dezember 1860 in Freiburg im Breisgau) war ein deutscher Gynäkologe und Geburtshelfer.

## Leben und Wirken
Ignaz Schwörer war ein Jugendfreund des Mathematikers Karl Wilhelm Feuerbach. Er gehörte ab 1816 dem Corps Rhenania Freiburg, ab 1818/1819 der Alten Freiburger Burschenschaft und ab 1821 dem Jünglingsbund an.
Vor dem Mai 1824 wurde er zum Dr. med. promoviert. Im Mai 1824 kam er wegen gesetzwidriger und staatsgefährlicher Verbindungen in Untersuchungshaft und wurde am 26. August 1825 vom Oberrheinischen Hofgericht Freiburg wegen Hochverrats, Aufruhr und Friedbruchs zu zwei Jahren Festungshaft verurteilt, die er auf der Festung Kisslau verbüßte. Am 22. November 1826 wurde er begnadigt.
Ignaz Schwörer leitete ab 1829 kommissarisch den aus dem Lehrstuhl für Chirurgie herausgelösten Lehrstuhl für Geburtshilfe und Gynäkologie der Universität Freiburg i. Br. 1831 veröffentlichte er sein Buch Grundsätze der Geburtskunde im ganzen Umfange und wurde 1832 der erste Ordinarius für Geburtshilfe an der Universität Freiburg i. Br. Er war Direktor der geburtshilflichen Klinik, die unter seiner Leitung einen bedeutenden Aufschwung nahm. 1838 wurde er zum Kreisoberhebarzt ernannt.
Ignaz Schwörer war 1835/1836, 1841/1842, 1852/1853 und 1857/1858 Dekan der Medizinischen Fakultät, 1847/1848 Dekan der Philosophischen Fakultät und stand 1845/1846 als Prorektor an der Spitze der Universität. In dieser Funktion spielte er eine Rolle beim Vorlesungsverbot von Heinrich Schreiber.
Ignaz Schwörer war Ritter des Ordens vom Zähringer Löwen.

## Schriften
- De situ pelvis in ventre, cavique ejus directione. 1928, OCLC 865468386.
- Grundsätze der Geburtskunde im ganzen Umfange. Groos, Freiburg i. Br. 1831, OCLC 33984394.
- Beiträge zur Lehre von dem Thatbestande des Kindermordes überhaupt. Groos, Freiburg i. Br. 1836, OCLC 488394981.
- Bericht über die Einrichtung und die Ergebnisse der chirurgisch-ophthalmologischen Clinik zu Freiburg während der letztverflossenen neun Jahre unter der Leitung des verstorbenen Geheimen Hofrathes Professor Dr. Beck. Herder, 1838 (online auf books.google.de)
- Statistische Uebersicht der verschiedenen Geburtsarten, ihres Verlaufs, und der angewandten Hülfen in der Gesammtzahl von 40.000. Poppen, Freiburg i. Br. 1857 (online auf reader.digitale-sammlungen.de).